# Halász Géza (karikaturista)
Halász Géza (Szolnok, 1947. július 23. –) webgrafikus, karikaturista.

## Életpályája
A szolnoki Verseghy Ferenc Gimnáziumban érettségizett 1965-ben, majd 1971-ben a Marx Károly Közgazdaságtudományi Egyetemen  végzett. Egyetemistaként 1967-től a Közgazdász diáklap karikaturistája volt. (a Közgazdász hetilapnál cikkeket írt).)
1978-ban doktorált számítástudományból.[forrás?]
1972-2009 között a Budapesti Corvinus Egyetem Információrendszerek Tanszékén tanított vállalati informatikát. 1989-2007 között az Aula Kiadó irodalmi és művészeti vezetője.
1995-től új tantárgyat indított "Multimédia a gazdaságban" címmel.
2003-tól 2023-ig "Halász Géza show" rovat a Magyar Nemzet Lugas Archiválva 2019. április 15-i dátummal a Wayback Machine-ben mellékletében 
Karikatúrákat és mozgó gifeket publikált a 2024-ben megszűnt Új Népszabadság internetes oldalon  
2023-tól a lap 2024-es megszűnéséig a Ludas Mátyás szatirikus havilap munkatársa, grafikai szerkesztője 
A MÚOSZ (Magyar Újságírók Országos Szövetsége) Karikaturista Szakosztályának elnöke.
A KOKSZ (Kortárs Karikatúra és Szatirikus képzőművészeti műhely) alapító tagja.
Nyugdíjas, három gyermeke és kilenc unokája van.

## Munkássága
1983-tól kezdve általában számítógépen dolgozik, karikatúráinak többsége számítógépes montázs. "Retusált művészettörténet" sorozata a mai emberek művészetismeretének, világképének karikatúrája, melyhez a művészettörténet legismertebb hazai és külföldi alkotóinak munkáit használta föl. Karikatúráin kívül az Aula Kiadó számára készített könyvborítókat.
Rajzait -zu- szignóval jegyzi.

## Díjai

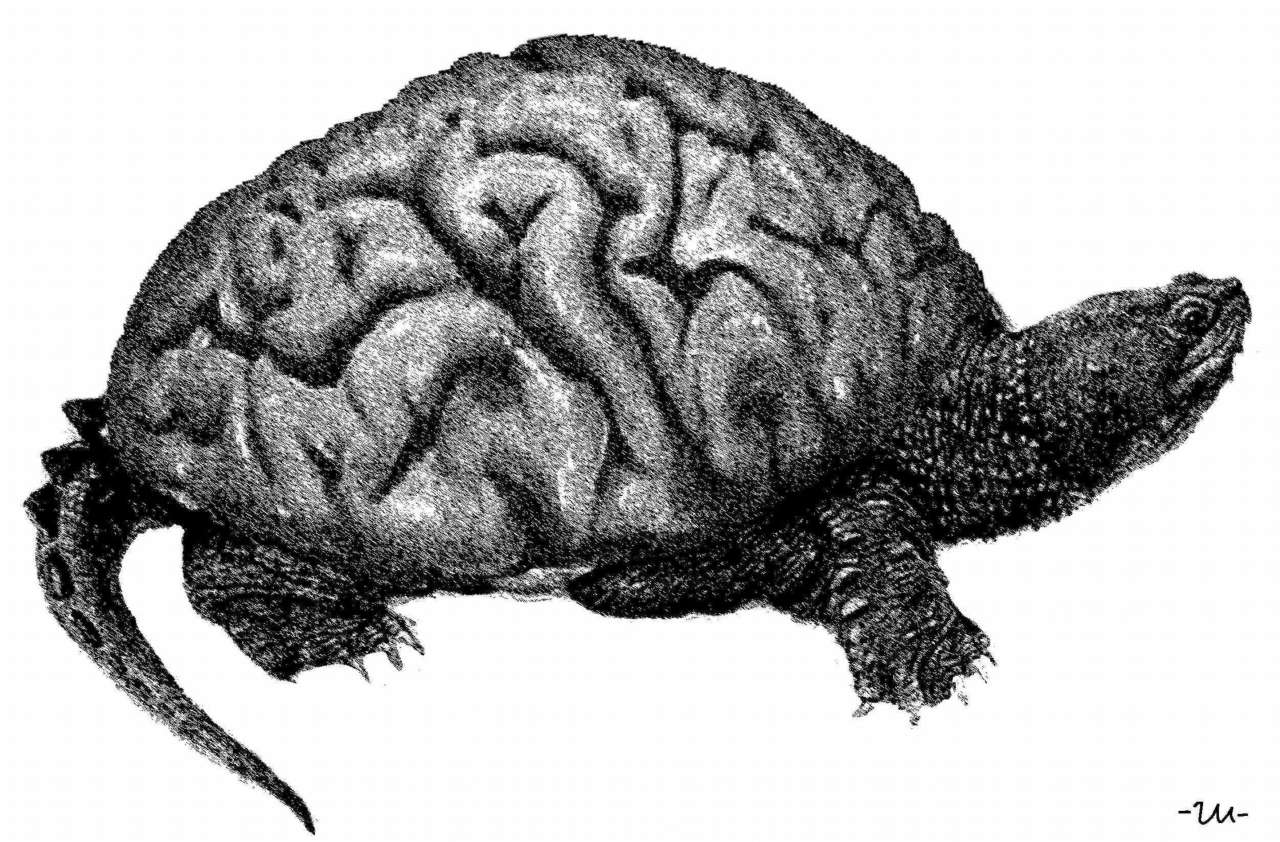
A World Press Cartoon pályázaton 2009-ben 2. díjat nyert Sintrában (PT)

- 1989-ben "A gép is ember" című nemzetközi karikatúra kiállításon 1. díj
- 2000-ben a Magyar Karikatúraművészeti Fesztiválon a Külügyminisztérium díja
- 2006-ban az ARC óriásplakát kiállításon 1. díj (Utolsó vacsora)[2]
- 2009-ben 2. díj geg kategóriában a World Press Cartoon pályázaton, Sintra (Teknőc)
- 2009-ben különdíj a tolentinói nemzetközi humorbiennálén
- 2011 és 2024-ben Kétfilléres-díj, A MÚOSZ Karikaturista szakosztály szakmai díja
- 2012-ben a szegedi Tudomány és humor kiállítás fődíja
- 2013-ban Excellence-díj Déván, a HumoDEVA pályázaton
- 2013-ban 5. díj a baszkföldi a XII. Humorgrafikai biennálén
- 2024 Europeana mozgó gif pályázat 2. díjGif It Up
- 2025 Satyrykon karikatúra pályázat, 2. díjLegnica (PL)

## Kiállításai

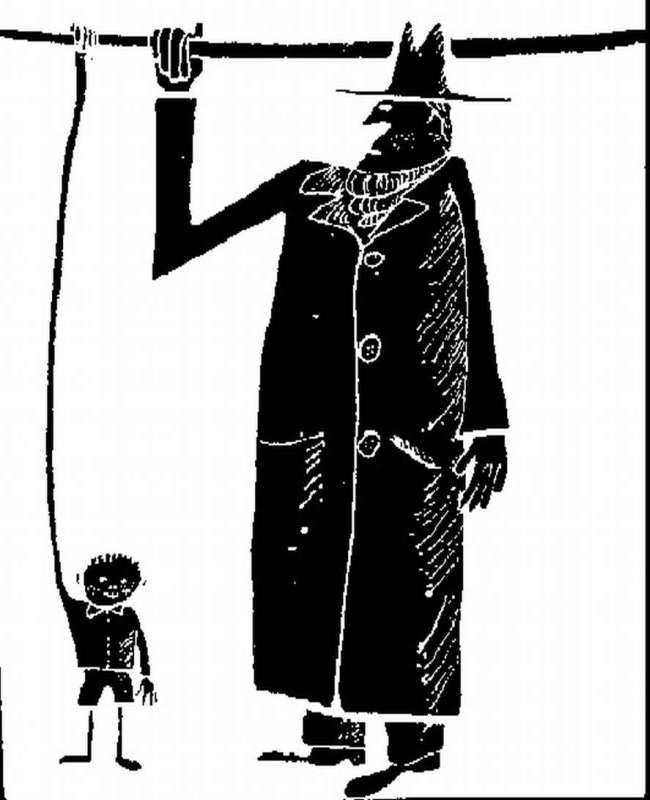
A Tolentinóban nyertes karikatúra.
Téma: A gyerekek figyelnek bennünket

### Egyéni kiállítások
- 2002. Kiskunfélegyháza
- 2006. Marczibányi téri Művelődési Központ
- 2006. ELTE könyvtár
- 2006. Szabaddemokrata kampánysátor
- 2008. Budapesti Corvinus Egyetem Könyvtár
- 2008. Ráckeve
- 2011 Szolnok, Verseghy Ferenc Gimnázium
- 2016 Dunakeszi, Farkas Ferenc Művészeti Iskola
- 2018 Dunakeszi, Debrecen, Oroszlány
- 2019 Gyöngyös Vachott Sándor Könyvtár
- 2022 Szegedi Új Zsinagóga
- 2022 Kiállítás Párkányban

### Csoportos kiállítások
- 1998-tól évente Magyar Karikaturaművészeti Fesztivál Budapest
- 2003. A KOKSZ képzőművészeti műhely kiállítása, Budapest Galéria
- 2003-tól évente "Best of" a MÚOSZ Karikaturista Szakosztály kiállítása, Budapest, MÚOSZ Székház
- 2004. KOKSZ képzőművészeti műhely kiállítás, Szófiai Magyar Kulturális Intézet
- 2005. KOKSZ képzőművészeti műhely kiállítás, Róma, Magyar Akadémia
- 2005. KOKSZ képzőművészeti műhely kiállítás, Vízivárosi Galéria, Budapest
- 2005. KOKSZ képzőművészeti műhely, Csók Galéria, Budapest
- 2005. 2008, 2025. Groteszk kiállítás, Kaposvár
- 2007. KOKSZ képzőművészeti műhely kiállítás, Bécs, Collegium Hungaricum
- 2007, 2008 dunakeszi karikaturisták (Sajdik, Gáspár, Tónió, Jelenszky, Halász) kiállítása, Dunakeszi Vasutas Művelődési Ház, majd Szolnok Megyei Művelődési Központ
- 2008. Marabu, Lehoczki, Békési, Nemes, Jelenszky, Halász közös kiállítás, Körmöcbánya, GAGY Fesztivál
- 2008. KOKSZ képzőművészeti műhely kiállítás, Autómentes Nap, Budapest, Andrássy út
- 2009. Groteszk kiállítás, Kaposvár
- 2010. Sajdik & Tsai KOKSZ képzőművészeti műhely kiállítás, Karton Galéria, Budapest
- 2006, 2010, 2014. ARC Óriásplakát kiállítás, Felvonulási tér, Budapest (kép: Magyarok a Marson)
- 2010. KOKSZ képzőművészeti műhely kiállítás, Kempinski Galéria, Budapest
- 2012. Végül is..., KOKSZ-kiállítás, Vízivárosi Galéria, Budapest
- 2013 DunArt kiállítás, Dunakeszi
- 2013  Körmöcbánya, GAGY Fesztivál
- 2013 "Lachendes Europa" KOKSZ kiállítás Stuttgartban, a Baden-Württembergi Tartományi Könyvtárban
- 2014 Nagy Imre Művelődési Központ Csepel közös Gyulai Líviusszal és Fazekas Leventével
- 2018 Danube Cartoons nemzetközi kiállítás St. Pölten
- 2018 Pancsevo, Nova Fesztivál
- 2021 Groteszk kiállítás Budapest, Kaposvár
- 2022 KOKSZ Élesztő c. kiállítás
- 2022 Békeultimátum Budapest, budavári Magdolna torony
- 2022 The War Belived Dead - virtuális kiállítás Dortmundban

## Művei

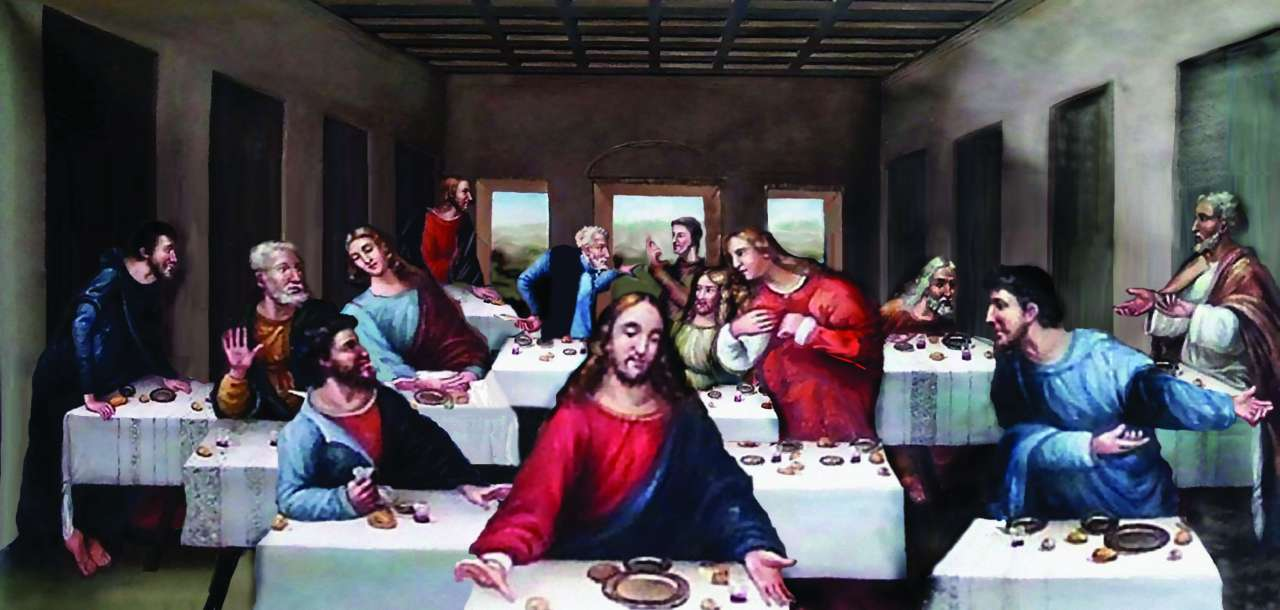
Az ARC 2006. pályázaton nyertes óriásplakát

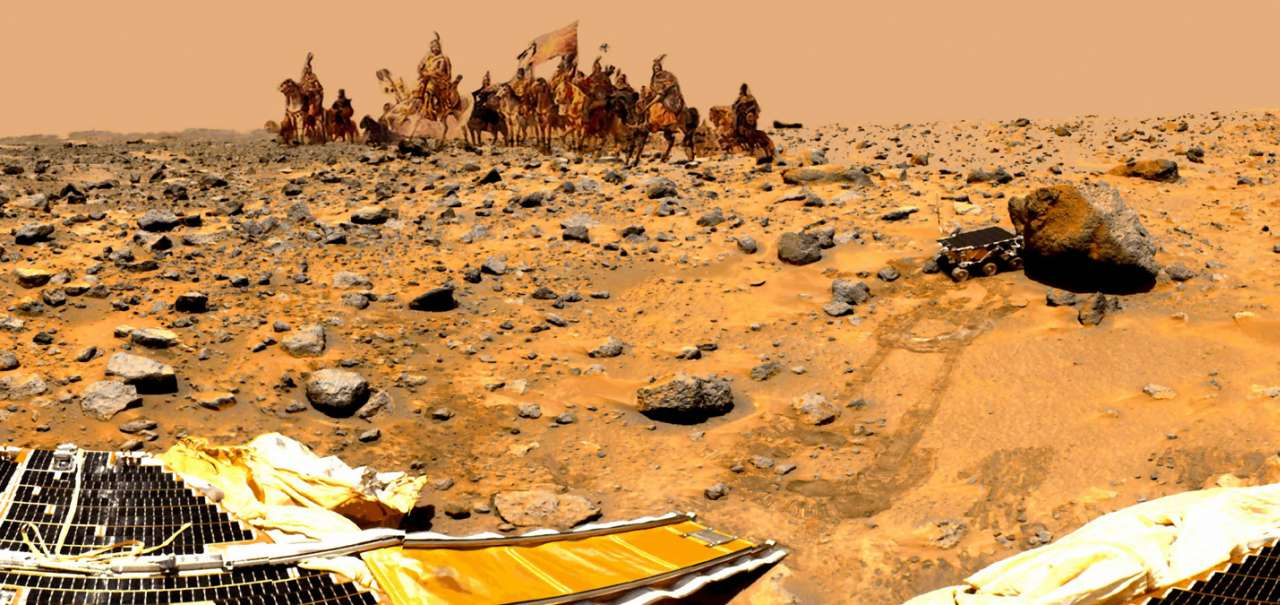
Magyarok a Marson ARC 2010.

### Album
- Retusált művészettörténet, Budapest Mundus Kiadó, 2008. szerk.: Császár Tamás ISBN 9789639713178 (kép a könyvből: Utolsó vacsora)
- No megállj csak! Publio Kiadó 2016. ISBN 9789634248439, E-könyv ISBN 9789634248446

### Könyvillusztrációi
- Gőzgazdász (Közgazdász humor 25 éve) 1973. MKKE. szerk.: Farkasházy Tivadar és Halász Géza
- Hoffmann Istvánné: Háztartás-közgazdaságtan MNOT – Kossuth, 1982. ISBN 9630920700
- Csépai János – Quittner Pál: BIT-LES (számítástechnikai lemezlovas) SZÁMALK, 1987.  ISBN 9635531265
- Csendes Csaba – Szilágyi Szabolcs: Első magyar szívcsere Kelenföld Kiadó 1989. ISBN 9635532121
- Új képkorszak határán (A számítógépes grafika és animáció kezdetei Magyarországon) SZÁMALK, 1989. szerk.: Peternák Miklós. ISBN 9635531508
- Sánta kamatláb (Közgazdász humor 1920-1995) Aula, 1996. Szerk.: Szigeti Endre. ISBN 9635030851
- Szentes Tamás:  Ne vedd komolyan! - Vagy mégis? Tinta kiadó 2020. 85 karikatúra illusztráció ISBN 9789634092599

## Külső hivatkozások
- A KOKSZ Műhely honlapja
- A MÚOSZ Karikaturista Szakosztály honlapja
- Halász Géza honlapja
- Gőzgazdász